# Auropearceïta
L'auropearceïta és un mineral de la classe dels sulfurs que pertany al grup de la pearceïta-polibasita.

## Característiques
L'auropearceïta és un sulfarsenit de fórmula química [Ag₉AuS₄][Ag₆As₂S₇]. Va ser aprovada com a espècie vàlida per l'Associació Mineralògica Internacional en el mes de setembre de l'any 2024. Encara resta pendent de publicació. Cristal·litza en el sistema trigonal.
Segons la classificació de Nickel-Strunz pertany a «02.G - Nesosulfarsenits, etc. amb S addicional». L'exemplar que va servir per a determinar l'espècie, el que es coneix com a material tipus, es troba conservat a les col·leccions del departament de mineralogia i petrologia del Museu Nacional de Praga, a la República Txeca, amb el número de catàleg: P1P 17/2024.

## Formació i jaciments
Va ser descoberta al dipòsit epitermal de Šibeničný vrch, a prop de la localitat de Nová Baňa, al districte de Žarnovica (regió de Banská Bystrica, Eslovàquia). Aquest indret és l'únic de tot el planeta on ha estat descrita aquesta espècie mineral.